# Uropeltis smithi
Espèce
Synonymes
- Rhinophis grandis Beddome, 1867
- Silybura grandis (Beddome, 1867)
- Uropeltis grandis (Beddome, 1867)

Statut de conservation UICN

 NT  : Quasi menacé
Uropeltis smithi est une espèce de serpents de la famille des Uropeltidae.

## Répartition
Cette espèce est endémique des Anaimalai Hills au Kerala dans le sud de l'Inde.

## Publications originales
- Gans, 1966 : Liste der rezenten Amphibien und Reptilien. Uropeltidae. Das Tierreich, vol. 84, p. 1–29.
- Beddome, 1867 : Descriptions and figures of Five New Snakes from the Madras Presidency. Madras Quarterly Journal of Medical Science, vol. 11, p. 14-16 (texte intégral).